# Пон-ла-Віль (Фрібур)
Пон-ла-Віль (фр. Pont-la-Ville) — громада  в Швейцарії в кантоні Фрібур, округ Грюєр.

## Географія
Громада розташована на відстані близько 38 км на південний захід від Берна, 12 км на південь від Фрібура.
Пон-ла-Віль має площу 4,4 км², з яких на 15,8% дозволяється будівництво (житлове та будівництво доріг), 65,8% використовуються в сільськогосподарських цілях, 17,2% зайнято лісами, 1,1% не є продуктивними (річки, льодовики або гори).

## Демографія
2019 року в громаді мешкало 595 осіб (+4,4% порівняно з 2010 роком), іноземців було 10,3%. Густота населення становила 136 осіб/км².
За віковим діапазоном населення розподілялося таким чином: 21,2% — особи молодші 20 років, 65,9% — особи у віці 20—64 років, 12,9% — особи у віці 65 років та старші. Було 229 помешкань (у середньому 2,6 особи в помешканні).
Із загальної кількості 121 працюючого 42 було зайнятих в первинному секторі, 9 — в обробній промисловості, 70 — в галузі послуг.